# Société des ingénieurs Arts et Métiers
Pour les articles homonymes, voir Arts et métiers.
Pour un article plus général, voir Arts et Métiers ParisTech.
La société des ingénieurs Arts et Métiers est l'association d'anciens élèves d'Arts et Métiers ParisTech, fondée en 1846. C'est l'une des plus anciennes  et celle en Europe qui fédère le plus d'adhérents pour un même établissement d'enseignement supérieur, avec 34 000 membres. Elle a créé plusieurs organismes au service de la communauté Gadzarts et de l'intérêt général (Fondation Arts et Métiers ou Arts et Métiers Business Angels, par exemple).

## Histoire
|                                  |  |                                      |
| Plaque, fondation de la société. |  | Plaque, inauguration du siège, 1926. |

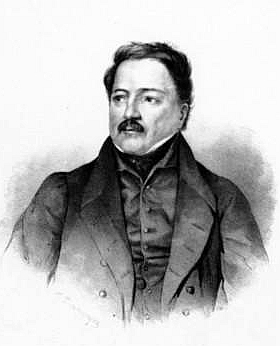
Pierre Joseph Meifred, l'initiateur.

En 1846, un groupe de gadzarts, animé par Pierre-Joseph Meifred, gadzarts professeur de cor au Conservatoire de Paris - et inventeur du cor d'harmonie -, créent la « société philanthropique des anciens élèves des écoles royales d'arts et métiers ». Les gadzarts deviennent ainsi le premier groupe d'anciens élèves d'écoles d'ingénieurs (il y en a trois en activité à l'époque, Châlons-en-Champagne, Angers et Aix-en-Provence) réussissant à créer définitivement une société - les associations n'existant pas encore. Il n'existait alors non plus ni assurance maladie, ni caisse de retraite, ni assurance chômage. Le but de la société était donc :

« ... d'établir entre les anciens élèves un lien de confraternité, de réunir leurs efforts pour faire fructifier l'enseignement des écoles au profit de l'industrie française, de venir en aide aux membres, de fonder une caisse de secours dans l'intérêt de ceux qu'une maladie ou qu'une infirmité priverait de moyens d'existence ... »

La société est reconnue d'utilité publique dès le 4 avril 1860. En 1901, elle devient une association loi de 1901, tout en conservant son nom de « société ». Puis, en 1920, son président de l'époque, Louis Delage, l'installe à son siège actuel, à l'hôtel Singer, du XIXe siècle, 9bis avenue d'Iéna à Paris XVIe. Enfin, elle est reconnue d’intérêt général le 31 mai 1961.
La société des ingénieurs Arts et Métiers est souvent dirigée par des gadzarts particulièrement notoires. Par exemple au fil du temps, Hippolyte Fontaine, Louis Delage, Jean Fieux, Pierre Bézier, Roland Vardanega figurent parmi ses anciens présidents.

## Aujourd'hui
La société des ingénieurs Arts et Métiers regroupe plus de 31 000 diplômés d'Arts et Métiers ParisTech, couramment appelés gadzarts, et présente un des taux d'adhésion les plus élevés pour une organisation d'anciens élèves. À ce jour ils forment le plus important réseau européen d'anciens élèves d'une grande école d'ingénieurs. Leur réseau international couvre tous les continents.
L'association est présente dans tous les campus d'Arts et Métiers ParisTech, que ce soit par la participation de ses membres aux différentes manifestations traditionnelles, par l'aide financière qu'elle apporte aux activités des élèves, ou encore par le « parrainage » de chaque promotion par les promotions qui ont vingt-cinq ans et cinquante ans d'ancienneté de plus. De même, les élèves commencent dès la première année à bénéficier de certains services de l'association.
La société est membre de ParisTech Alumni, qui regroupe les anciens élèves des écoles de ParisTech. Elle est également membre de l'association Ingénieurs et scientifiques de France.
La « Soce », comme ses membres l'appellent communément, fait partie des rares structures du genre capables de mobiliser plusieurs milliers de membres en un même lieu dans les grandes occasions. Les deux dernières en date ont été les festivités du bicentenaire de l'école, célébrées à Liancourt en 1980, et la manifestation sur la voie publique (devant l'École Militaire de Paris) en 1997.
La marque « Arts et Métiers », avec deux majuscules, est une marque déposée par cette association. « Arts et Métiers ParisTech » est la dénomination actuelle de l'école, qui a l'autorisation d'utiliser la marque « Arts et Métiers ».

### Structure de l'association

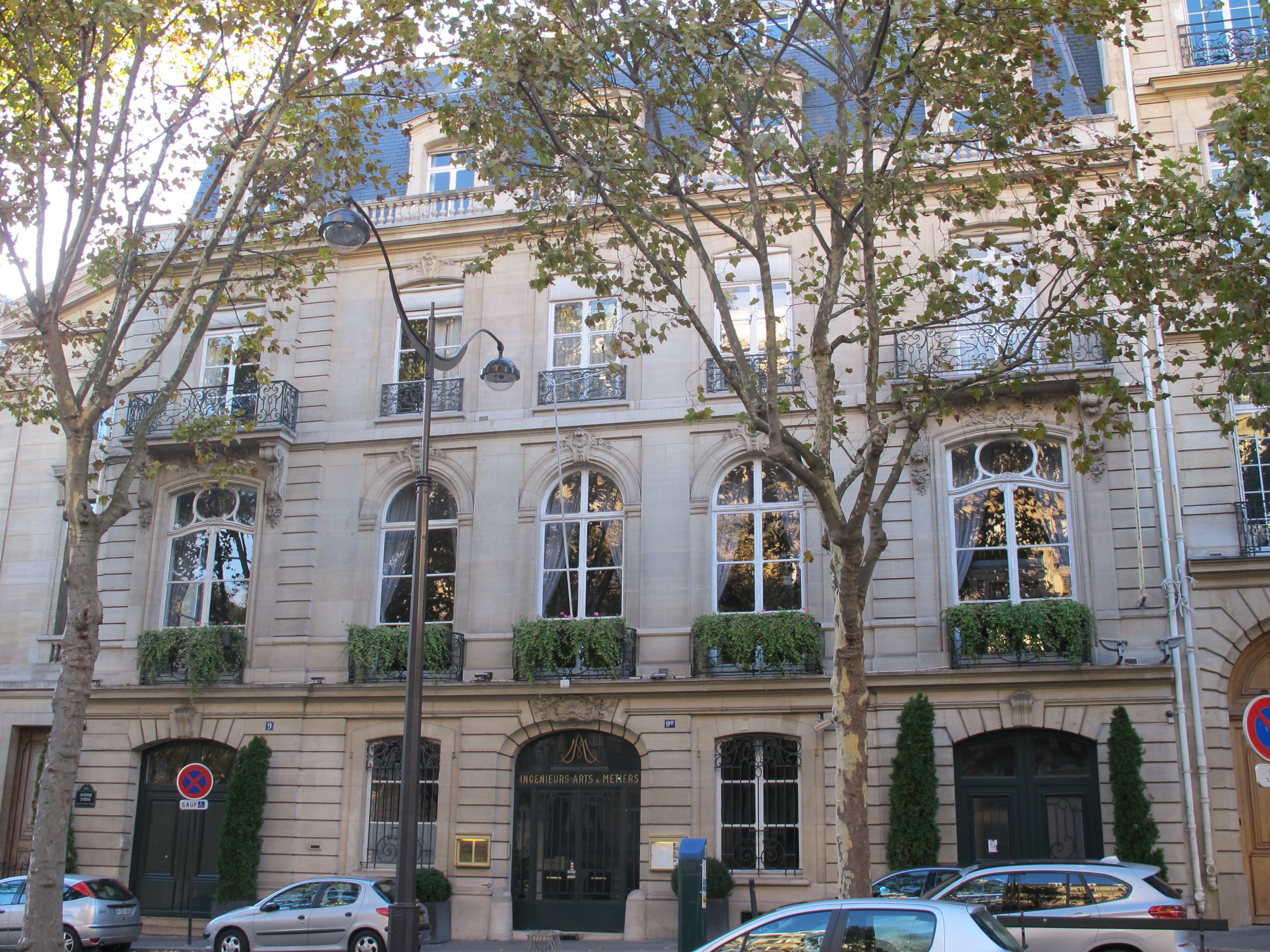
Façade de la Maison des Arts et Métiers, 9 et 9 bis avenue d'Iéna (16e arrondissement de Paris).

L'association fonctionne comme toute association loi de 1901. Conformément à ses nouveaux statuts approuvés le 25 juillet 2017, l'assemblée générale se tient deux fois par an, élit 21 des 24 membres du conseil d'administration (instance qui administre la société) et valide la désignation des membres du comité (organe de proposition, d'études et de communication) à remplacer dont l’élection est effectuée par les différents groupes d’appartenance : délégués régionaux, délégués de promotion, groupes professionnels. Le bureau est commun à l’assemblée générale, au comité et au conseil d’administration ; il est composé de huit (8) membres. Le 9 décembre 2017, le premier président a été élu par scrutin au suffrage direct selon les nouveaux statuts. Il s'agit de Jean-Marie Vigroux.
L'organisation du siège est répartie entre le trésorier et les trois vice-présidences opérationnelles : formation-industrie, projets-international, communauté, et comprend divers services de gestion : communication, pôle carrières, entraide, relations sociétaires, comptabilité.
L'association est par ailleurs très décentralisée. Chaque gadzarts appartient simultanément à plusieurs entités, regroupées en trois grands ensembles : 
- d'abord, sa cellule de base, la promotion. Il y en a une par an et par centre régional, donc plusieurs centaines de 1930 à l'année de sortie en cours[N 2] ;
- un ou plusieurs groupes professionnels[S 1] ;
- son groupe régional. Les groupes régionaux couvrent l'ensemble du territoire français et le monde entier. Par exemple, en Espagne[4],[5] aussi bien qu’en Argentine[6] ou en Thaïlande et dans le sud-est asiatique[7]. Aux USA, American Friends of Arts et Métiers ParisTech, fondé par Éric Benhamou complète l’action des groupes régionaux.

### Ses missions
Les missions de la société sont définies par ses statuts. En particulier, depuis des décennies, la société s’intéresse au développement d’Arts et Métiers ParisTech, en liaison avec les pouvoirs publics, et participe au Conseil d’Administration de l’École.

La société, outre sa présence sur Internet par plusieurs sites et divers groupes sur les réseaux sociaux, édite un mensuel, dont le titre actuel est Arts&MétiersMag. Il tire à 13 000 exemplaires selon l'OJD. Ses origines sont très anciennes. Il est en effet issu des pages techniques de l'annuaire de la société, qui s'en détachent pour former un trimestriel dès 1864 et un mensuel à partir de 1866. Cela en fait l’une des plus anciennes publications techniques de France. Les illustrations ci-dessous donnent des exemples du contenu très varié de cette revue (conseils pratiques, articles scientifiques ou historiques, jurisprudence), ainsi que des publicités d'entreprises qui finançaient la publication et, pour la plupart d'entre elles, mentionnaient explicitement les anciens élèves des Arts et Métiers travaillant dans ces entreprises.

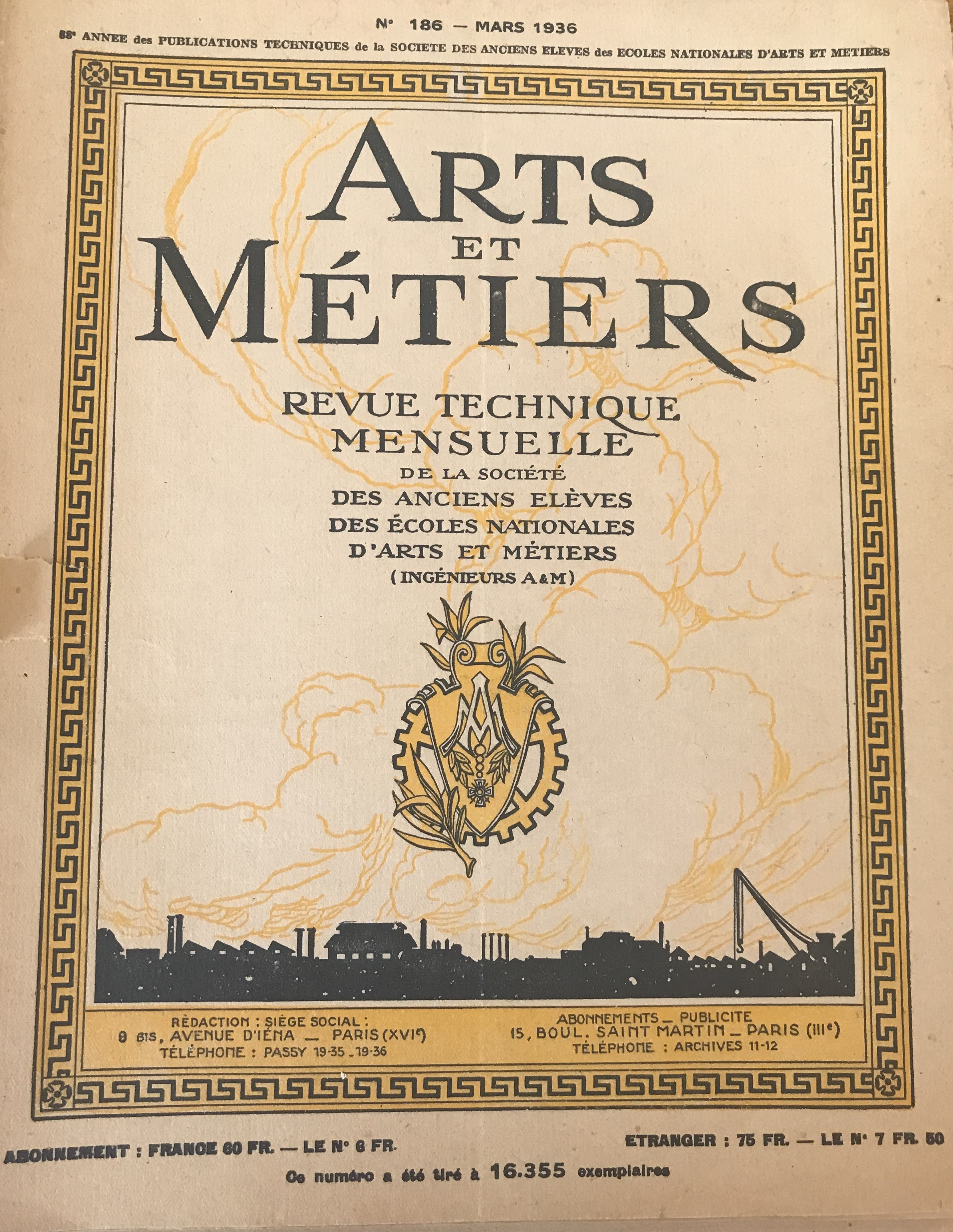
Revue technique des Arts et Métiers, Mars 1936, page de garde
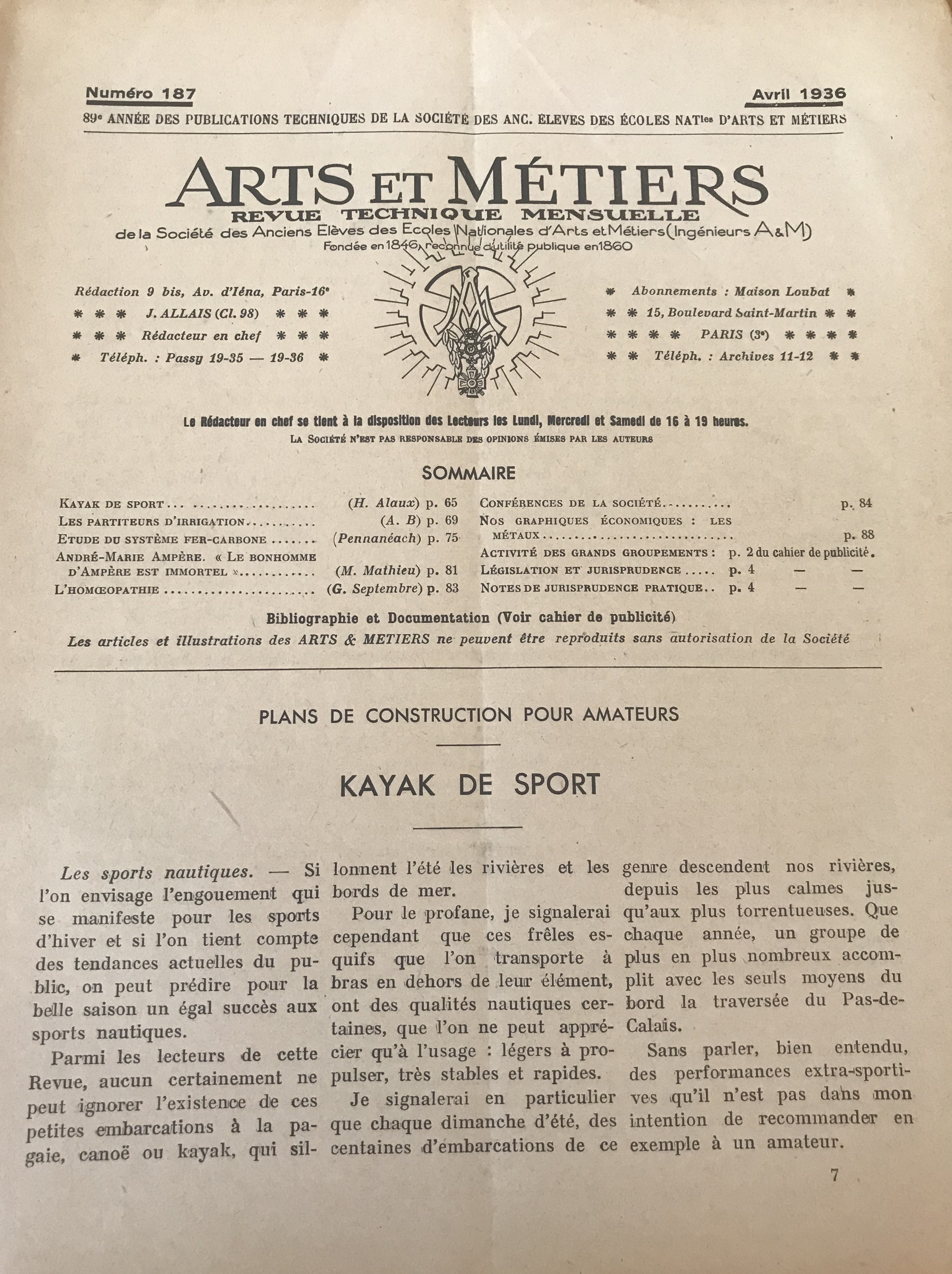
Revue technique des Arts et Métiers, Avril 1936, sommaire
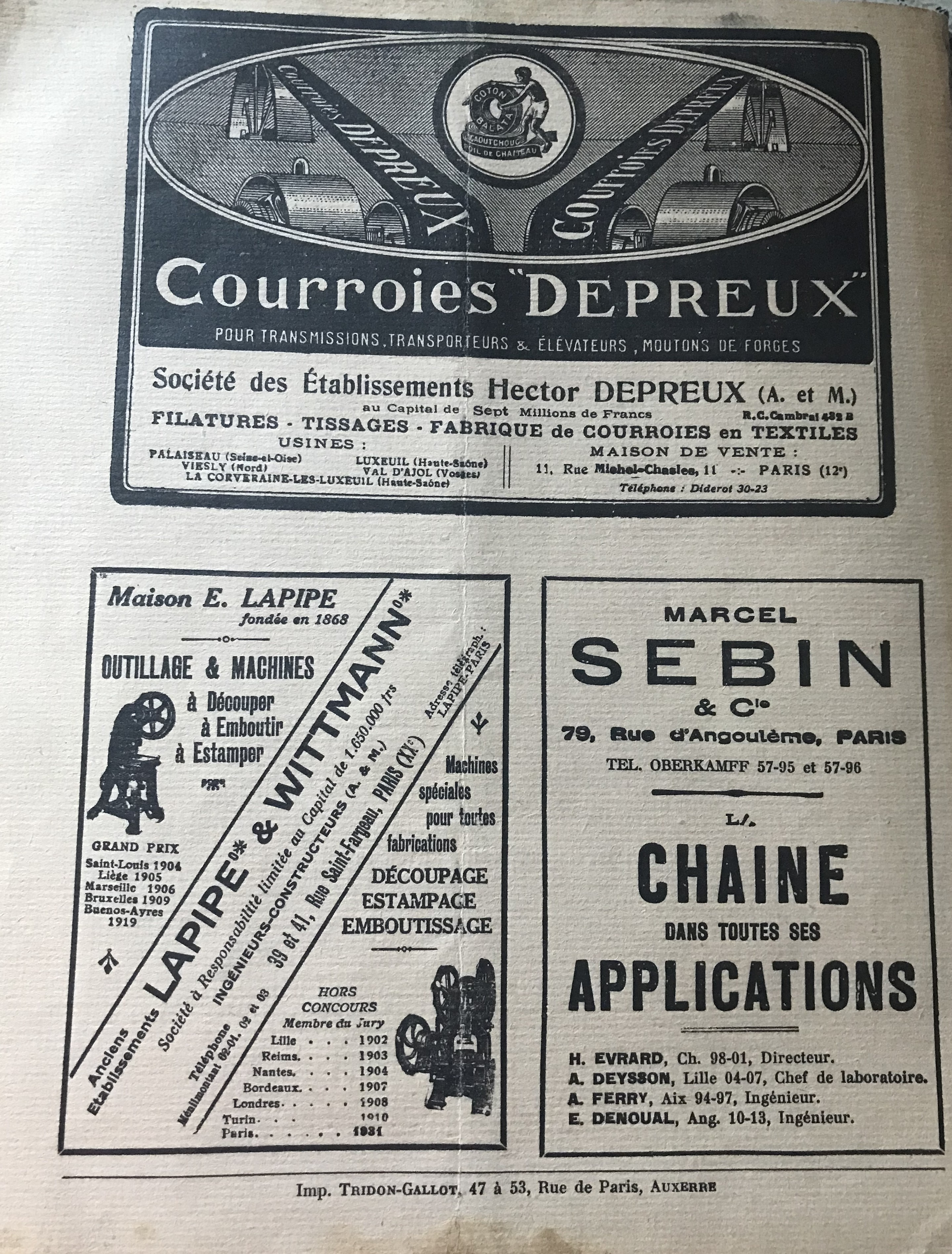
Revue technique des Arts et Métiers, Avril 1936, dernière page

L'annuaire de son côté est attesté depuis au moins 1850,. Il comprend aujourd'hui 30 000 noms d'anciens élèves en vie ; il possède une version Internet et une version papier annuelle chaque mois de mai.
D’autre part, la société organise régulièrement, depuis 2000, des dîners avec des personnalités politiques et décideurs économiques sous le nom de Cercle La Rochefoucauld. Salués à leur lancement par Jacques Chirac, alors Président de la République, ces dîners réunissent, avenue d’Iéna, 150 à 200 ingénieurs à chaque session.
De même, à une fréquence annuelle, la société organise, sous le nom de Congrès national Arts et Métiers, des congrès sur des sujets scientifiques et technologiques. Ces congrès rassemblent des centaines de personnes, le dernier a eu lieu à Grenoble en octobre 2017.

#### Pôle carrières

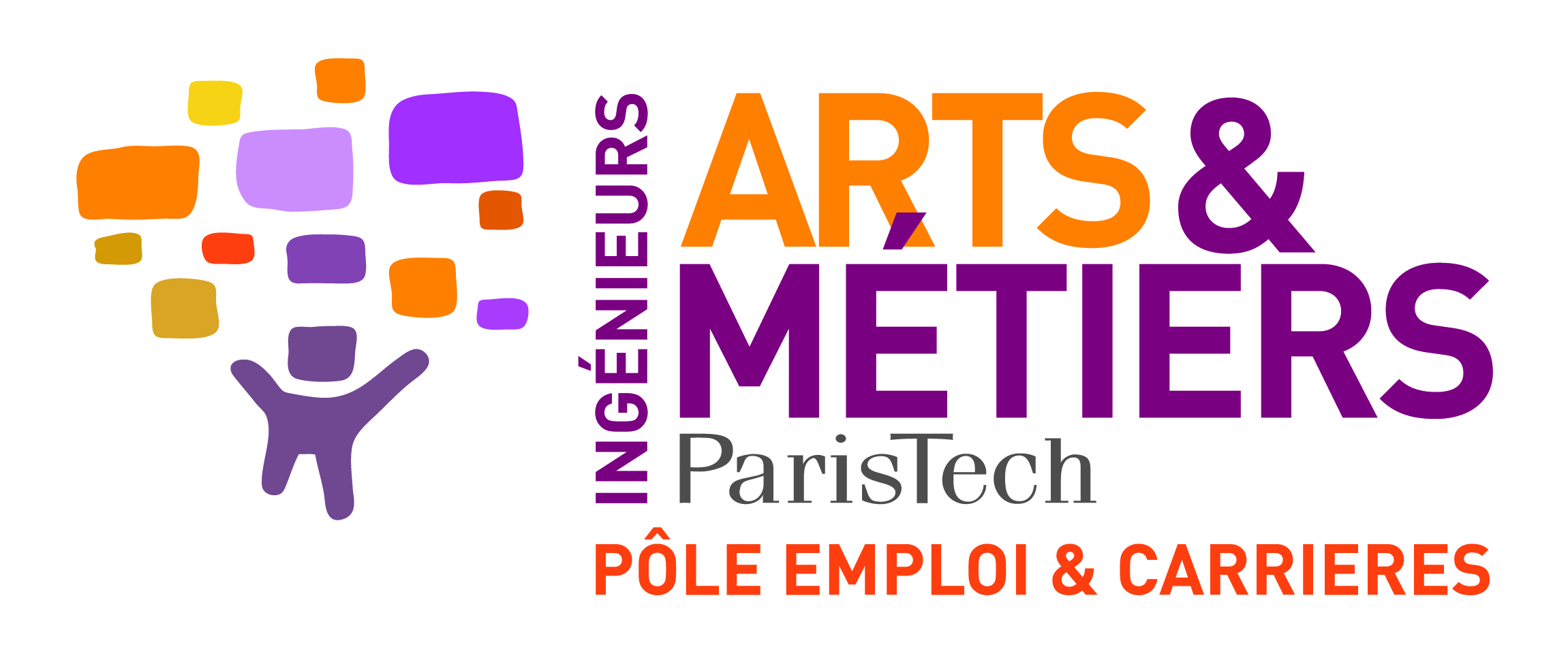
Logo Emploi & carrières

Comme la plupart des associations d'anciens élèves, la société des ingénieurs Arts et Métiers dispose d'un pôle carrières, destiné à aider les gadzarts, débutants confirmés ou seniors dans leur recherche d'emploi.

#### Entraide
L'entraide est un point important de la communauté gadzarts, que ce soit au sein de la société des anciens élèves ou de ses nombreux groupes régionaux. Elle concerne les étudiants ayant des difficultés pour financer leurs études, les gadzarts, conjoint et enfants confrontés aux aléas de la vie (perte d'emploi, veuvage...). L'entraide dans ses formes les plus directes représente près de 14 % du budget de la société des anciens élèves.
En dehors de l'aide financière directe, la société des anciens élèves a mis en place de nombreux dispositifs au sein de structures juridiques dédiées :
- aide aux étudiants issus de milieux défavorisés pour intégrer une école d'ingénieurs ;
- aide à la création et à la reprise d'entreprise (CLENAM et AMBA) ;
- missions de management à durée déterminée (REXAM) ;
- service d'échanges entre gadzarts et recruteurs, aide au parcours professionnel, mobilité, négociation salariale (Emploi-Carrières) ;
- aide à la création technologique pour soulager le handicap (HanditecAM).

#### Résidences élèves
L'association est attachée à ce que les étudiants puissent être logés dans les campus même ou le plus près possible. Elle finance donc largement la construction et l'entretien de résidences spécifiques pour les élèves, dotées du statut de résidence universitaire. La plupart des étudiants y logent, dans l'enceinte de leur école même pour les campus de province, ou à la Maison des Arts et Métiers de la Cité internationale universitaire de Paris pour le campus de Paris. Tous les étudiants ont accès à ces résidences sans conditions.

Maisons des Arts et Métiers à la Cité Internationale Universitaire de Paris
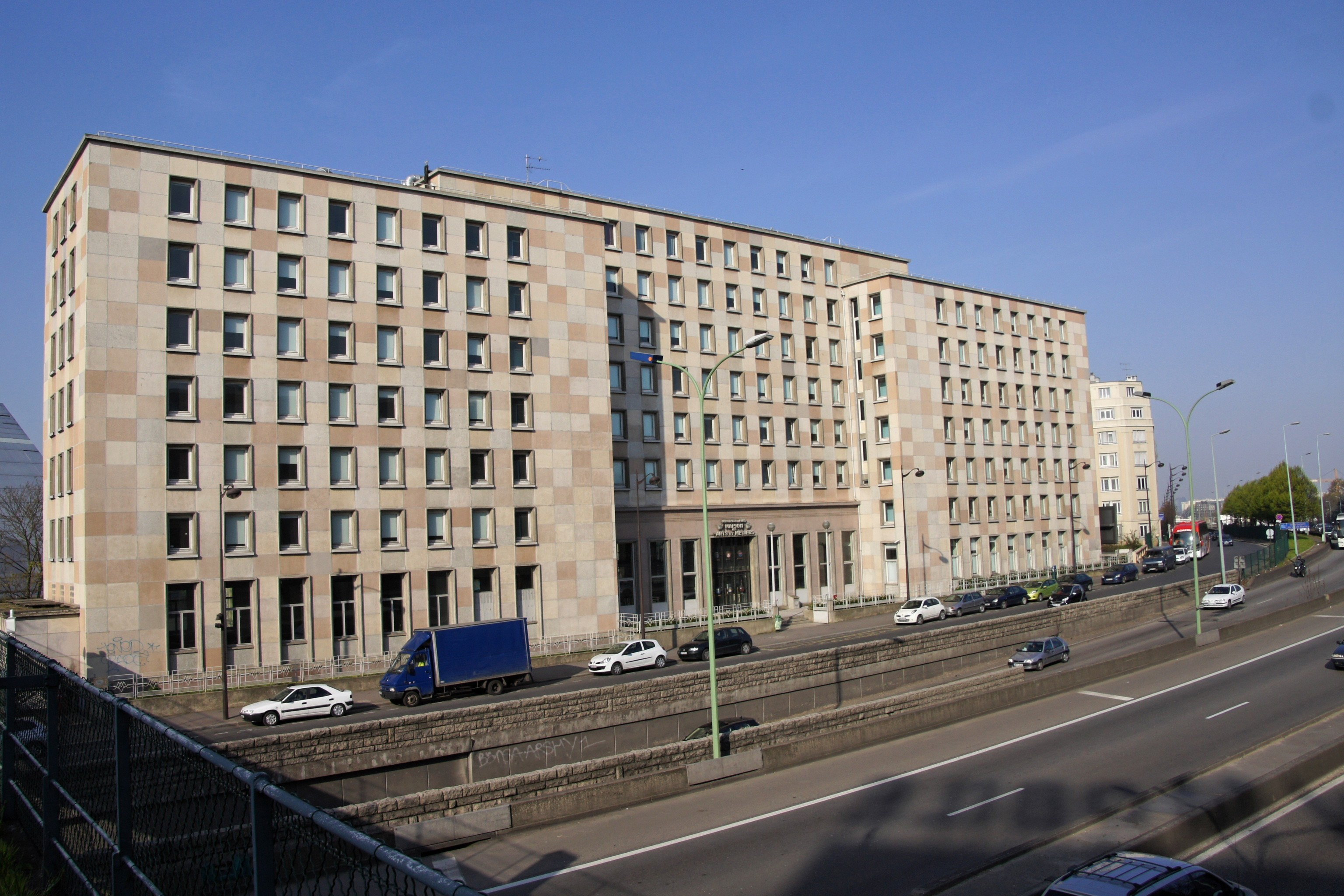
Ancienne Maison.
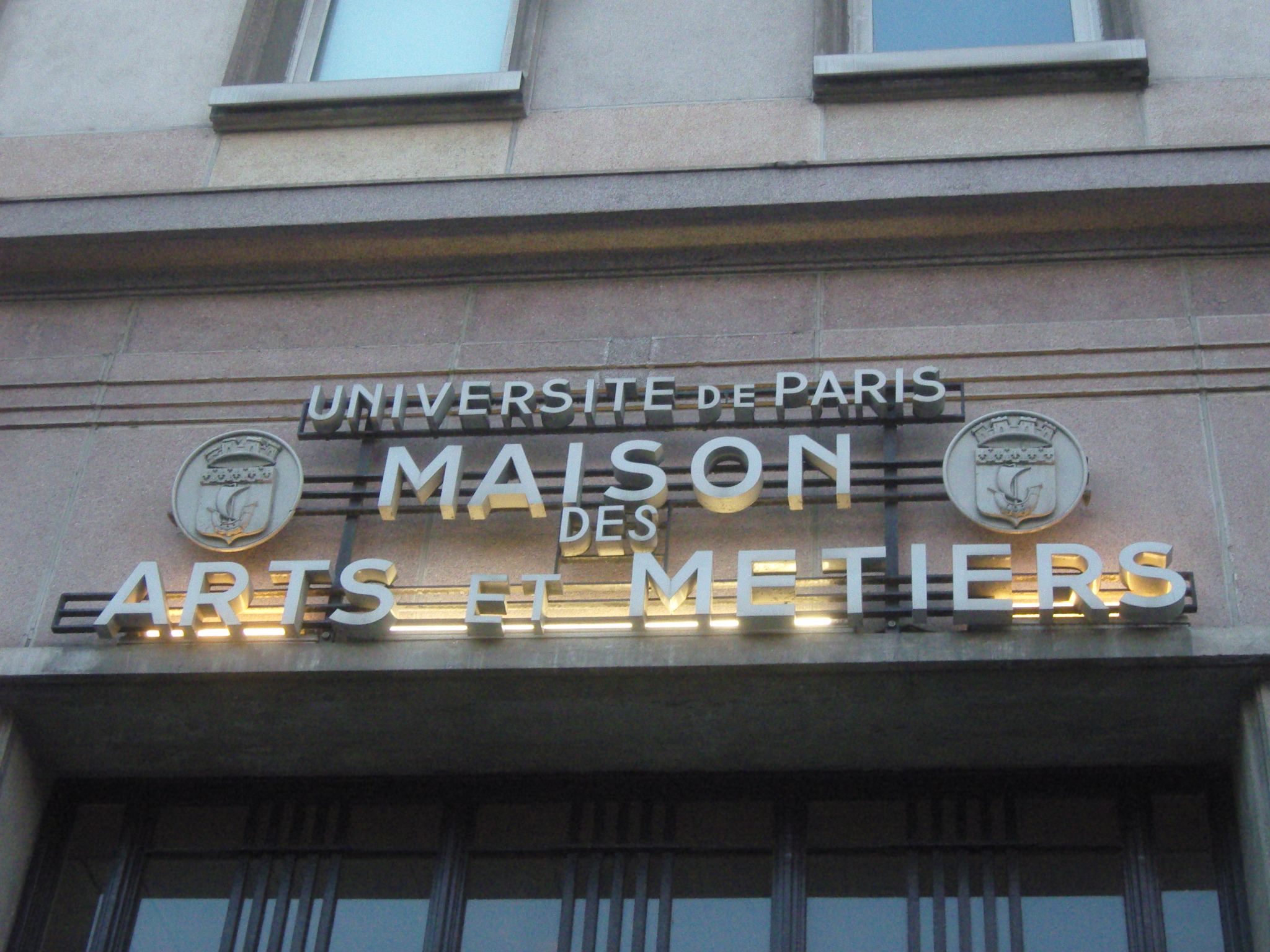
Ancienne Maison, entrée.
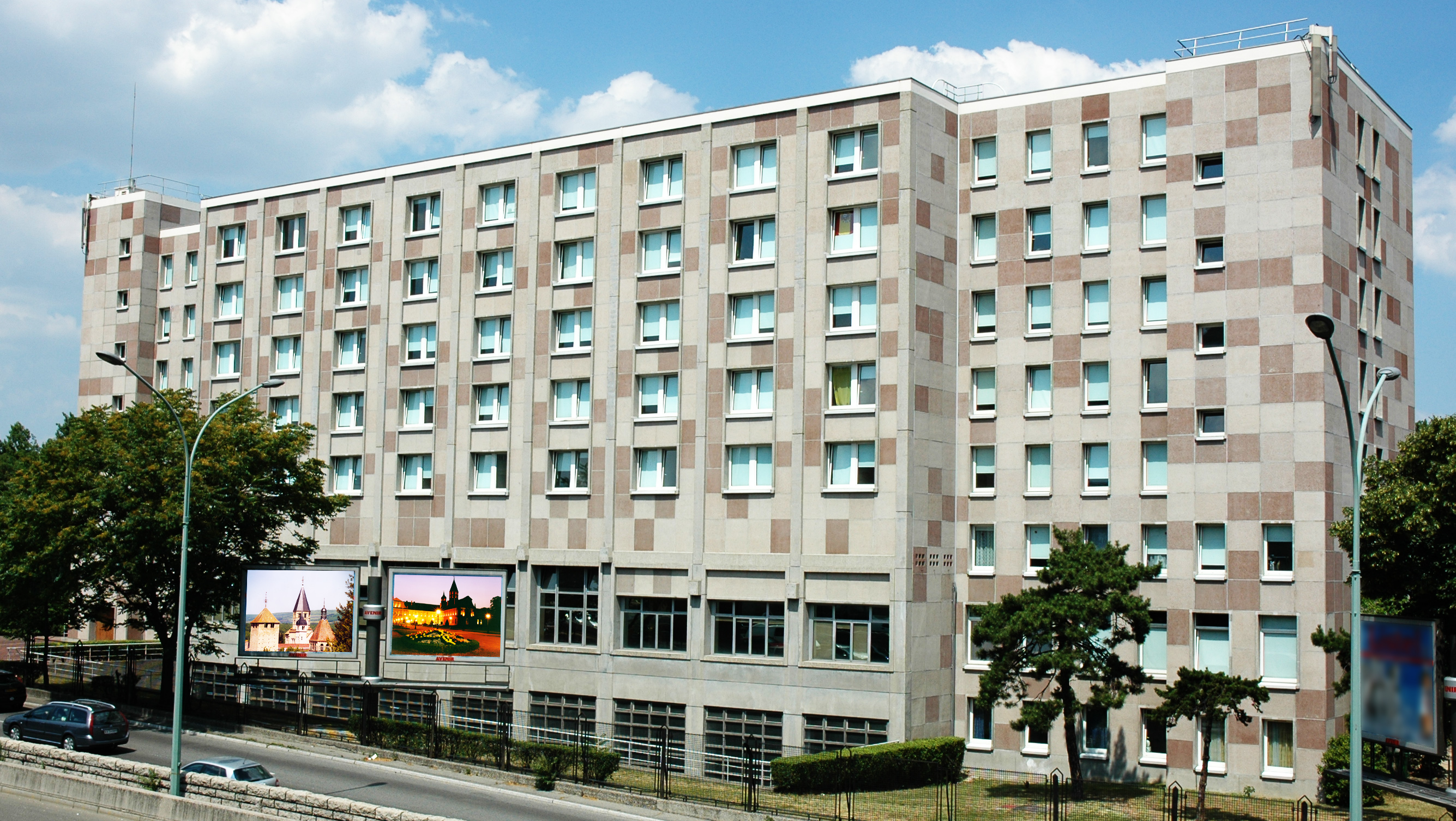
Nouvelle Maison.

#### Prix, bourses d'études et prêts d'honneur

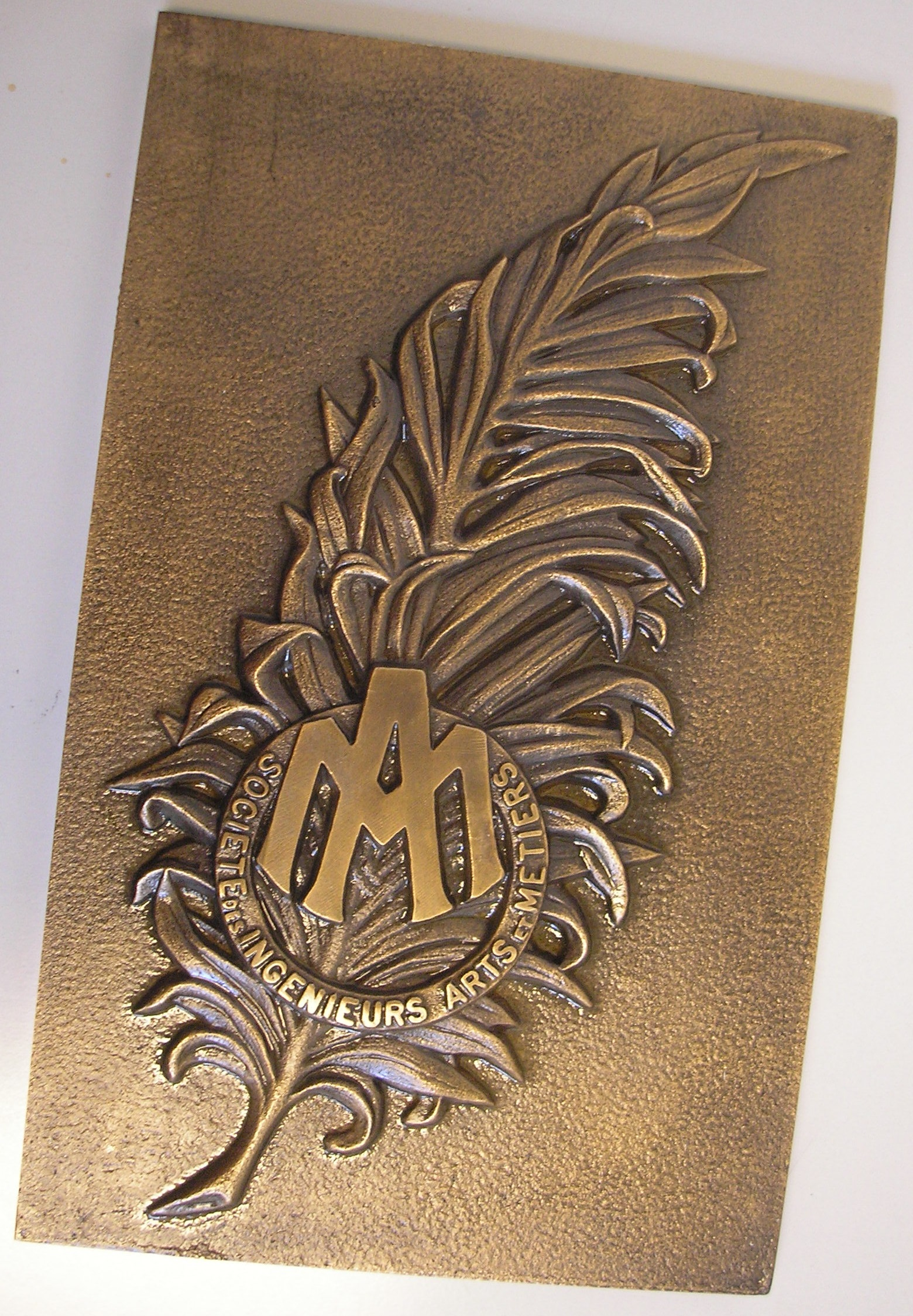
Palme de bronze déposée sur la tombe des gadzarts.

L'association et la Fondation Arts et Métiers, cas très rare parmi les associations d'anciens élèves, distribuent chaque année plusieurs centaines de milliers d'euros de prix (dont le prix Nessim-Habif et, en collaboration avec d'autres organismes, le prix Chéreau-Lavet, à l'instigation de Marius Lavet) et de bourses d'études à des étudiants et ingénieurs gadzarts ou non, français ou étrangers. L'octroi de nombreux prêts d'honneur complète le dispositif des aides financières disponibles.

#### Défunts
La société des ingénieurs Arts et Métiers compte plus de 60 000 sociétaires morts depuis les origines. Leurs noms et la biographie de nombre d'entre eux sont conservés aux Archives gadzarts de la ferme de Liancourt. Chaque gadzarts mort est honoré d'une palme de bronze placée sur sa tombe par la société.

## Organismes Arts et Métiers rattachés et connexes
La communauté Arts et Métiers a créé au fil du temps plusieurs structures associatives liées directement ou non à la société des ingénieurs Arts et Métiers.

### UNAAM (Union Nationale des Apprentis d’Arts et Métiers ParisTech)
Cette nouvelle association, créée le 8 décembre 2012, regroupe les étudiants ayant suivi un cursus d’apprentissage à Arts et Métiers ParisTech.
Depuis 2017 et sa refonte des statuts, elle rassemble l'ensemble de la communauté d'apprentis Arts et Métiers. Les ingénieurs-apprentis en cours de formation ainsi que les ingénieurs de spécialité diplômés d'Arts et Métiers ParisTech.
Les principales missions de l'UNAAM sont portées par trois axes :
- Rassembler l’ensemble des apprentis pour construire un réseau dynamique et durable
- Représenter les apprentis et anciens auprès des différents acteurs et instances de l’École
- Valoriser la diversité et la richesse de nos profils et formations auprès des professionnels

### ADDAM (Association des docteurs et doctorants d'Arts et Métiers ParisTech)
Créée en 2009, l'ADDAM regroupe les doctorants et docteurs formés par Arts et Métiers ParisTech. Le campus de Paris héberge le siège de cette association. Elle s'adresse à une population de l'ordre de 1 500 personnes (mars 2014).

### AFAM (American Friends of Arts et Métiers ParisTech)
Fondé par Éric Benhamou (Aix 1972) en 2008, AFAM rassemble les gadzarts établis aux USA et y promeut Arts et Métiers ParisTech.

### AMBA (Arts et Métiers Business Angels)

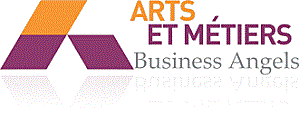
Logo AMBA

Arts et Métiers Business Angels, ou « AMBA », fondée en 2008, est l’association de business angels des gadzarts. Présente à Paris et dans plusieurs autres campus de l'école, elle est ouverte à tous, et finance des startup dirigées ou non par des gadzarts, souvent à dominante technologique, mais sans exclusive.

### CLENAM (CLub ENtreprises Arts et Métiers)

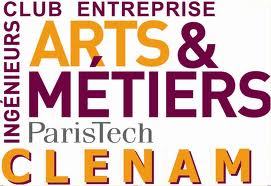
Logo CLENAM.

Ce club, créé en 1985 au sein de l'association, s'adresse aux gadzarts - et à tout individu -  désirant reprendre une entreprise.

### Fondation Arts et Métiers
Cette fondation, créée en 1977, est juridiquement indépendante de l'association. Elle est reconnue d'utilité publique et d'intérêt général,. Roger Stanchina la préside depuis le 9 avril 2014.

#### Activités
La Fondation rassemble des fonds, en faisant appel à la générosité publique, pour le compte de l'enseignement supérieur, dont Arts et Métiers ParisTech. Elle peut sous certaines conditions attribuer des prêts d'honneur à des étudiants qui souhaitent créer une entreprise. Il lui arrive de participer au capital de ces startup, en collaboration avec Arts et Métiers Business Angels.
D'autre part, elle a une activité d'édition de livres et de livres d'art, comme l’Album du Prince Impérial en 2002, et l'École d'Arts et Métiers de Chalons en 2006. Elle a également fait éditer en 2009 une réédition à tirage limité des carnets rédigés par le Duc de La Rochefoucauld lors de son voyage aux États-Unis. La première édition date de 1797, initiée par le Duc lui-même.

#### Fondation abritante
La Fondation Arts et Métiers fait partie des très rares  « fondations abritantes » françaises. À ce titre, elle abrite d'autres fondations initiées par la communauté Arts et Métiers. 

##### Du fer au savoir
La fondation « Du Fer au Savoir » est une interprétation Arts et Métiers de La main à la pâte initiée par Georges Charpak en 1996. Pour valoriser les sciences et la technologie, elle déploie des actions envers les scolaires autour de la découverte scientifique et de la construction d’objets technologiques. Elle emploie dans ce but les méthodes proposées par les enseignants.

##### HanditecAM
« HanditecAM » est une fondation spécialisée dans le financement de projets technologiques aidant à l'insertion des handicapés.

#### Fonds de Développement de l'Industrie du Futur
Le « Fonds de développement de l'industrie du futur » est le fonds hébergeant les activités de mécénat de l'École nationale supérieur d'arts et métiers.

#### Ferme de Liancourt
|                                       |  |                                                    |
| Cénotaphe du Duc de La Rochefoucauld. |  | Tombeau familial du Duc au cimetière de Liancourt. |

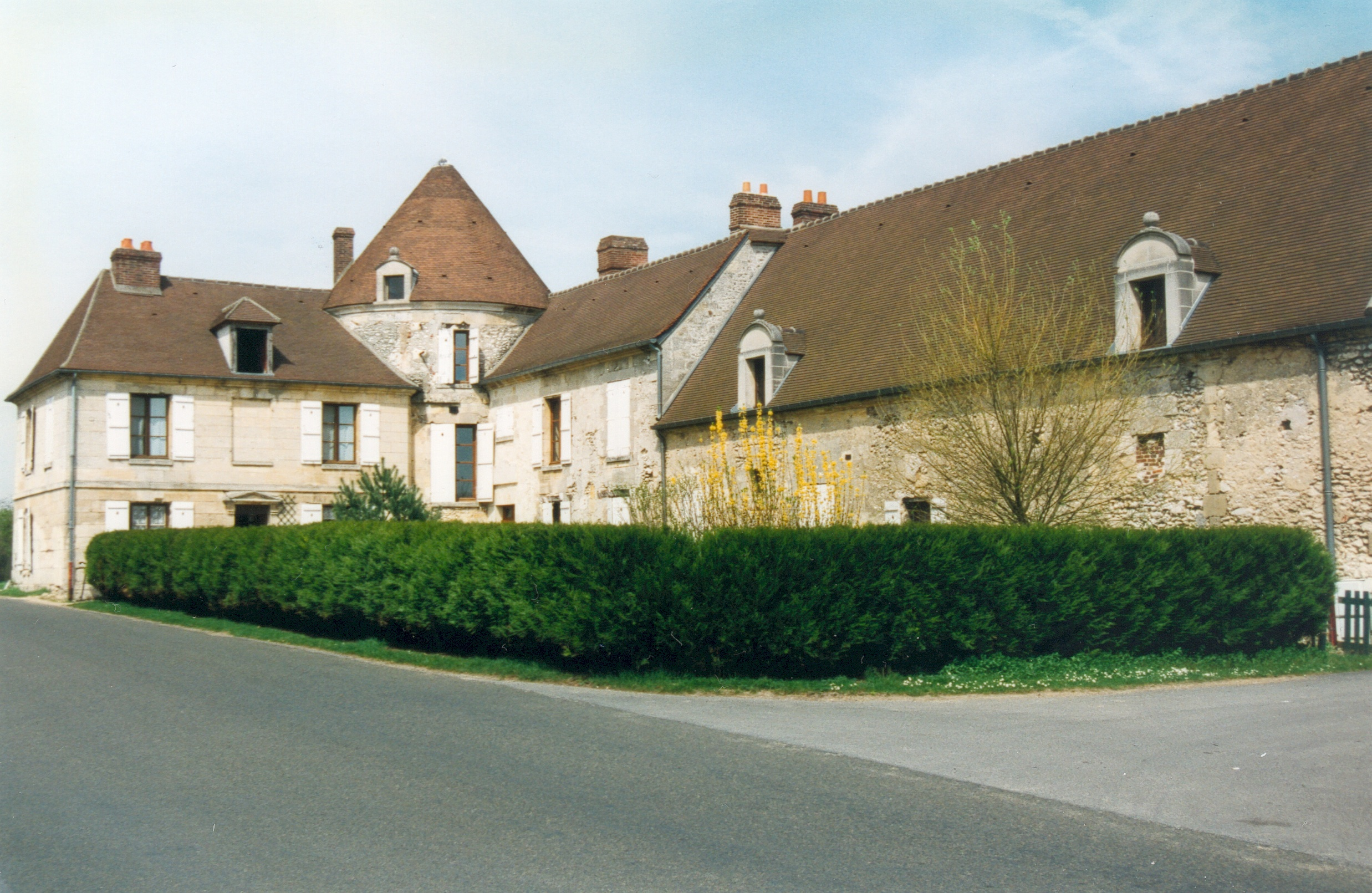
La ferme de la Montagne, musée national gadzarts.

La ferme de Liancourt, berceau de l'École, et devenue le Centre historique Arts et Métiers de Liancourt appartient depuis 1980 à la Fondation Arts et Métiers. Elle abrite un cénotaphe, premier monument funéraire du fondateur d'Arts et Métiers ParisTech, le Duc de La Rochefoucauld-Liancourt. Par ailleurs, la Fondation Arts et Métiers entretient le tombeau familial du Duc au cimetière de Liancourt. Des applications de réalité virtuelle sont en cours d'installation à la ferme (2014) pour la replacer dans la ville et dans son temps. 
Des salles de présentation technologiques y sont installées, et la Fondation invite des scolaires à venir les visiter. Par exemple, la salle Jean Fieux (gadzarts spécialiste des gyroscopes) propose un simulateur de vol équipé de vrais instruments, des expériences sur l'électricité et le fonctionnement d'une machine-outil. Une autre salle, nommée Marius Lavet (inventeur du moteur pas à pas) présente des horloges, sabliers, pendule de Foucault de 7 m, et diverses maquettes. Chaque année, la ferme présente des animations lors de la fête de la Science. La ferme abrite également le Musée national gadzarts, ouvert au public. Il contient en particulier une collection de « Clés d'Ex » que chaque promotion confectionne avant de quitter son campus d'origine. La ferme abrite aussi les archives gadzarts, ouvertes aux chercheurs. Elles conservent par exemple, la dernière lettre de Jacques Bonsergent adressée à sa famille avant son exécution. La ferme de Liancourt organise enfin des cycles de conférences publiques très éclectiques, qui traitent aussi bien du béton d'Eugène Freyssinet que des papillons.

### REXAM (Réseau d'EXperts Arts et Métiers)

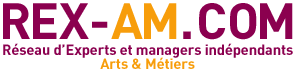
Logo REXAM.

Il réunit actuellement plus de 150 ingénieurs Arts et Métiers, consultants expérimenté. Ils mettent leurs compétences variées au service des entreprises en tant qu'entrepreneurs individuels.

### Salons de l'hôtel des Arts et Métiers
Depuis 1995, la Maison des Arts et Métiers abrite le restaurant gastronomique Les Arts et des salles de conférences et salons de réception ouverts au public. Sodexho Prestige assure leur gestion. Des événements importants s'y sont déroulés, comme la soirée de l'élection de Jacques Chirac à la présidence de la République en mai 1995 ou certaines manifestations des Journées mondiales de la jeunesse 1997. Le siège de l'association est également un décor de cinéma ou de série télévisée apprécié.

Détails de l’hôtel Singer, Maison des Arts et Métiers.
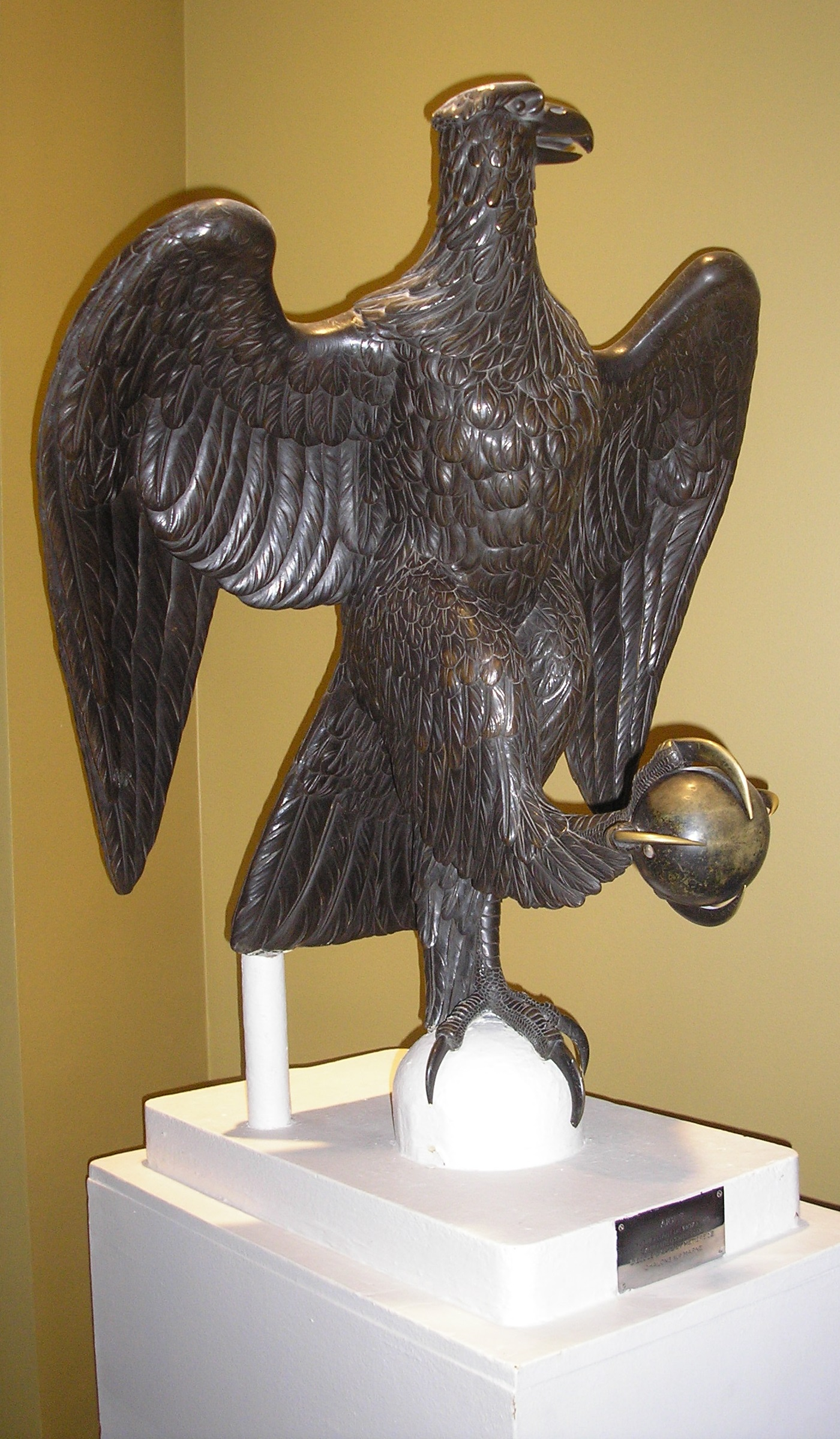
Aigle de bronze, école de Châlons sur Marne, 1806-1815.

### Think Tank Arts & Métiers
Le Think Tank Arts & Métiers, cofondé en 2018 par la Société des ingénieurs Arts & Métiers et par l'Ecole Nationale d'Arts& Métiers, a pour mission d'alimenter des réflexions prospectives sur l'industrie et les technologies. Ses travaux sont rendus publics sur son site think-tank.arts-et-metiers.fr. Son Conseil d'Orientation est présidé par Pierre Meynard, ancien Président d'Alcan France et de Rio Tinto France. Il composé de personnalités issues du monde académiques et de celui des entreprises, telles que Charles Dehelly et Alain Charmeau.